# عبد الرحمن بن ملجم
عبدُ الرحمنِ بْنُ مُلْجَم (بفتح الجيم) المُرَاديُّ المَذْحِجِيُّ، أحد أعلام فرقة الخوارج، اشتَهر باغتيال علي بْنِ أبي طالب أميرِ المؤمنين وخليفةِ المسلمين -آنذاك- حين وَجّه إليه ضربة على رأسه بسيف مطلي بالسم وهو قائمٌ يصلي صلاة الفجر في الجامع الكبير في الكوفة عاصمةِ الدولة الراشدة -إبّانَ خلافة الإمام علي- في صباح 19 من شهْر رَمَضانَ سنةَ 40 هـ، وهي الضربة التي أدت إلى مقتل علي في 19 من شهْر رَمَضانَ متأثرًا بجراحه. قُتل ابن ملجَم قِصاصًا بأمر من الحسن بْنِ علي بعد أن بويع خليفةً للمسلمين.

## حياته
ولد في أرض مراد الواقعة في مأرب شرق اليمن، ولقد هاجر إلى المدينة وقرأ على معاذ بن جبل، وشهد فتح مصر، واختلط بها مع الأشراف، وكان ممن قرأ القرآن والفقه، وهو أحد بني تدول، وكان فارسهم بمصر، ويقال : «هو الذي أرسل صبيغًا التميمي إلى عمر، فسأله عما سأله من مستعجم القرآن»، وقيل: «إن عمر كتب إلى عمرو بن العاص: أن قرب دار عبد الرحمن بن ملجم من المسجد؛ ليعلم الناس القرآن والفقه، فوسّع له مكان داره، وكانت إلى جانب دار الصحابي عبد الرحمن بن عديس البلوي يعني أحد من أعان على قتل عثمان»، ثم كان ابن ملجم من شيعة علي بالكوفة وسار إليه إلى الكوفة، وشهد معه معركة صفين.

## مقتل علي
اجتمع نفر من الخوارج في مكة فذكروا قتلاهم في وقعة النهروان وقال بعضهم: لو أننا شرينا أنفسنا لله فأتينا أئمة الضلالة على غرة فقتلناهم فأرحنا العباد منهم، وثأرنا لإخواننا الشهداء، فتعاقدوا على ذلك عند انقضاء الحج، ومن ثم دعوا بالشراة، فتعهد عبد الرحمن بن ملجم بقتل علي بن أبي طالب، وتعهد الحجاج التميمي المعروف باسم (البرك) بقتل معاوية، وتعهد عمرو بن بكر التميمي بقتل عمرو بن العاص وقد طعن ابن ملجم علي بن أبي طالب في صبيحة يوم 19 رمضان سنة 40 هـ وهو في حال القيام من السجود فيما أخفق الآخران، وكان موت علي بن أبي طالب بعد ثلاث أيام في ليلة 21 رمضان.

## قاتل علي في الحديث
- عن عبيد الله بن أنس عن النبي ﷺ أنه قال :«أشقى الأولينَ عاقرُ الناقةِ، وأشقَى الآخرينَ الذي يطعنكَ يا عليّ وأشارَ إلى حيْثُ يطعنُ[6]»
- عن عمار بن ياسر قال :«فقال رسولُ اللهِ ﷺ يا أبا تُرابٍ لما يرى عليه من التُّرابِ فقال رسولُ اللهِ ﷺ ألا يا أبا ترابٍ ألا أُحدِّثُكما بأشقى الناسِ رجُلينِ قلنا بلى يا رسولَ اللهِ قال أُحيمَرُ ثمودَ الذي عقر الناقةَ والذي يضربُك على هذه يعني قرنَ عليٍّ حتى تبتلَّ هذه من الدَّمِ يعني لِحيتَه[7]»